# Placca somala

Il rift dell'Africa orientale, con a destra la placca somala

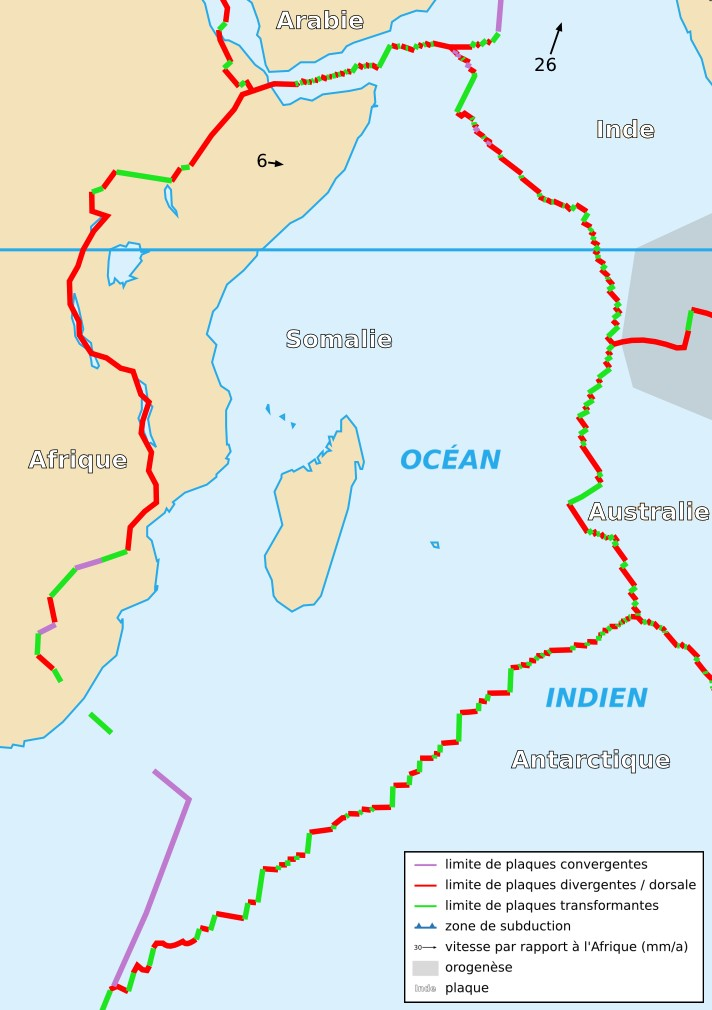
La placca somala

La placca somala è una placca tettonica che si sta formando per il fatto che la placca africana si sta dividendo lungo il rift dell'Africa orientale. La parte della placca africana che si trova dall'altro lato del rift è a volte indicata come placca nubiana. Poiché il rifting sta, in termini geologici, appena "salpando", queste due parti della placca africana sono talvolta considerate come protoplacche piuttosto che come vere e proprie placche. La superficie della placca somala è di 0,47192 steradianti.
La placca somala è delimitata a ovest dal rift dell'Africa orientale, che si estende a sud attraverso l'Africa orientale dalla tripla giunzione nel triangolo di Afar, e un proseguimento sottomarino del rift si estende al largo verso sud. Il confine settentrionale è la dorsale di Aden lungo la costa dell'Arabia Saudita. Il confine orientale è la dorsale medio-indiana, la parte settentrionale della quale è anche conosciuta come dorsale di Carlsberg. Il confine meridionale è la dorsale indiana sudoccidentale. I dati sul vulcanismo delle isole Comore e dei vulcani del nord del Madagascar danno un tasso di movimento verso est su un hot spot di circa 45 mm all'anno.
Lo spostamento della placca somala avviene ad una velocità di rotazione di 0,9783° per milione di anni con un polo euleriano posto a 58°79' di latitudine nord e 81°64' di longitudine ovest (riferimento: placca pacifica).